# Itoplectis roberti
Itoplectis roberti là một loài tò vò trong họ Ichneumonidae.